# Carl Pietzcker
Carl Pietzcker (* 3. April 1936 in Tübingen; † 25. Februar 2024) war ein deutscher Literaturwissenschaftler.

## Leben
Er studierte klassische Philologie, deutsche Literaturwissenschaft, Philosophie und Sport in Tübingen, Berlin, Rom und Freiburg im Breisgau. Nach der Promotion 1965 in Freiburg und der Habilitation 1973 in Freiburg war er ab 1975 Dozent, ab 1976 Professor an der Albert-Ludwigs-Universität Freiburg. 2001 erfolgte die Pensionierung.
Seine Schwerpunkte in Lehre und Forschung waren psychoanalytische Literaturwissenschaft, Literaturtheorie, Literatur des 18., 19. und 20. Jahrhunderts und Jean Paul, Goethe, Hebel, Brecht.

## Schriften (Auswahl)
- Einführung in die Psychoanalyse des literarischen Kunstwerks. Am Beispiel von Jean Pauls „Rede des toten Christus“. Würzburg 1983, ISBN 3-88479-115-X.
- Trauma, Wunsch und Abwehr. Psychoanalytische Studien zu Goethe, Jean Paul, Brecht, zur Atomliteratur und zur literarischen Form. Würzburg 1985, ISBN 3-88479-225-3.
- „Ich kommandiere mein Herz“. Brechts Herzneurose – ein Schlüssel zu seinem Leben und Schreiben. Würzburg 1988, ISBN 3-88479-359-4.
- Einheit, Trennung und Wiedervereinigung. Psychoanalytische Untersuchungen eines religiösen, philosophischen, politischen und literarischen Musters. Würzburg 1996, ISBN 3-8260-1218-6.